# Brunegg
Brunegg é uma comuna da Suíça, no Cantão Argóvia, com cerca de 472 habitantes. Estende-se por uma área de 1,56 km², de densidade populacional de 303 hab/km². Confina com as seguintes comunas: Birr, Birrhard, Mägenwil, Möriken-Wildegg, Othmarsingen.
A língua oficial nesta comuna é o Alemão.